# Ennio Flaiano
Ennio Flaiano född 5 mars 1910 i Pescara, död 20 november 1972 i Rom, var en italiensk författare, manusförfattare och journalist.